# Сєдовська селищна рада
Сєдо́вська се́лищна ра́да — адміністративно-територіальна одиниця та орган місцевого самоврядування в Новоазовському районі Донецької області. Адміністративний центр — селище міського типу Сєдове.

## Загальні відомості
- Населення ради: 3 217 осіб (станом на 2001 рік)

## Населені пункти
Селищній раді підпорядковані населені пункти:
- смт Сєдове
- с-ще Обрив

## Склад ради
Рада складається з 20 депутатів та голови.
- Голова ради: Безусенко Віктор Іванович
- Секретар ради: Крупченко Віра Борисівна

### Керівний склад попередніх скликань
| Прізвище, ім'я, по батькові     | Основні відомості                                                        | Дата обрання | Дата звільнення |
| ------------------------------- | ------------------------------------------------------------------------ | ------------ | --------------- |
| Бузєвський Сергій Олександрович | Селищний голова, 1956 року народження, безпартійний                      | 26.03.2006   | 12.05.2010      |
| Безусенко Віктор Іванович       | Селищний голова, 1958 року народження, освіта вища, член Партії регіонів | 31.10.2010   |                 |

Примітка: таблиця складена за даними сайту Верховної Ради України

### Депутати
За результатами місцевих виборів 2010 року депутатами ради стали:

#### За суб'єктами висування
| Суб'єкт висування | Кількість обраних депутатів | %  |
| ----------------- | --------------------------- | -- |
| Партія регіонів   | 10                          | 50 |
| Самовисування     | 10                          | 50 |

#### За округами
| № округу        | Прізвище, ім'я, по батькові       | Дата визнання обраним | Освіта             | Партійна приналежність | Відомості про обраного депутата                 |
| --------------- | --------------------------------- | --------------------- | ------------------ | ---------------------- | ----------------------------------------------- |
| Партія регіонів |                                   |                       |                    |                        |                                                 |
| 1               | Безсчастний Петро Євгенович       | 02.11.2010            | середня            | член Партії регіонів   | фізична особа-підприємець                       |
| 2               | Крупченко Віра Борисівна          | 02.11.2010            | вища               | член Партії регіонів   | Сєдовська селищна рада, секретар                |
| 3               | Куликова Світлана Федорівна       | 02.11.2010            | середня            | член Партії регіонів   | ДП «Ілліч — рибак» рибцех № 4, комірник         |
| 4               | Карпова Ірина Вікторівна          | 02.11.2010            | вища               | член Партії регіонів   | Сєдовська загальноосвітня школа, вчитель        |
| 10              | Шека Ольга Анатоліївна            | 02.11.2010            | вища               | член Партії регіонів   | Сєдовська загальноосвітня школа, вчитель        |
| 15              | Лисун Василь Іванович             | 02.11.2010            | вища               | член Партії регіонів   | пенсіонер                                       |
| 16              | Клименко Володимир Петрович       | 02.11.2010            | вища               | член Партії регіонів   | ДП «Ілліч — рибак» рибцех № 4, головний інженер |
| 17              | Прокуда Лариса Володимирівна      | 02.11.2010            | вища               | член Партії регіонів   | Сєдовська загальноосвітня школа, вчитель        |
| 18              | Онищенко Олександр Григорович     | 02.11.2010            | середня            | член Партії регіонів   | фізична особа-підприємець                       |
| 20              | Гучмазова Ірина Олександрівна     | 02.11.2010            | середня            | член Партії регіонів   | тимчасово не працює                             |
| Самовисування   |                                   |                       |                    |                        |                                                 |
| 5               | Давиденко Тетяна Миколаївна       | 02.11.2010            | середня спеціальна | член Партії регіонів   | фізична особа-підприємець                       |
| 6               | Максимова Лариса Авдіївна         | 02.11.2010            | вища               | позапартійна           | фізична особа-підприємець                       |
| 7               | Галінко Наталія Василівна         | 15.01.2013            | вища               | член Партії регіонів   | Сєдовська селищна рада, спеціаліст              |
| 8               | Погрєбной Олександр Олександрович | 02.11.2010            | середня спеціальна | позапартійний          | база відпочинку «Металург», робітник            |
| 9               | Герасимчук Роман Олександрович    | 02.11.2010            | вища               | член Партії регіонів   | тимчасово не працює                             |
| 11              | Баурчулу Людмила Вікторівна       | 02.11.2010            | вища               | член Партії регіонів   | ФОП Тарарін В.В, продавець                      |
| 12              | Людніков Дмитро Борисович         | 02.11.2010            | вища               | позапартійний          | Союздрук, водій                                 |
| 13              | Нечетайло Олена Миколаївна        | 02.11.2010            | вища               | член Партії регіонів   | Банк «Аваль», касир                             |
| 14              | Єрмолаєв Віктор Миколайович       | 02.11.2010            | середня спеціальна | позапартійний          | ГК «Геліос», робітник                           |
| 19              | Коротков Володимир Анатолійович   | 02.11.2010            | середня спеціальна | позапартійний          | тимчасово не працює                             |